# Marie Curie
Maria Salomea Skłodowska-Curie (Varsó, 1867. november 7. – Passy, 1934. július 4.) lengyel fizikus és vegyész, aki Franciaországban élt és tudományos eredményeit is itt érte el. A radioaktivitás úttörő kutatója. Ő volt a párizsi Sorbonne első női professzora, azonkívül elsőként kapott kétszer Nobel-díjat, a fizika, illetve a kémia területein végzett munkájáért. 1903-ban Henri Becquerellel és férjével, Pierre Curie-vel megosztva kapta meg a fizikai Nobel-díjat, majd 1911-ben egymaga a kémiai Nobel-díjat.

## Életrajz

### Lengyelország
Marie Skłodowska az akkor még az Orosz Birodalomhoz tartozó Varsóban született és élt 24 éves koráig. Bronisława és Władysław Skłodowski tanárok legfiatalabb, ötödik gyermeke volt. Testvérei Zofia (1862), Józef (1863), Bronisława (1865) és Helena (1866) voltak.
Marie nagyapja, Józef Skłodowski, köztiszteletben álló tanító volt Lublinban. Apja, Władysław Skłodowski matematikát és fizikát tanított, és két fiúgimnáziumnak volt az igazgatója. Anyja, Bronisława, egy tekintélyes lányinternátust vezetett Varsóban, míg a tuberkulózis el nem vitte, amikor Marie tizenkét éves volt. Két évvel anyja halálát megelőzően Marie legidősebb testvére, Zofia is meghalt tífuszban. Egyik életrajzírója, Robert William Reid szerint (Marie Curie, New York, New American Library, 1974), testvérének és anyjának korai halála miatt Marie elfordult a római katolikus vallástól, és azontúl agnosztikus szabadgondolkodónak vallotta magát. Ehhez a változáshoz ateista apja nézetei is hozzájárulhattak.
1883. június 12-én, 15 éves korában érettségizett a varsói lánygimnáziumban, kiváló eredménnyel. Az egyetemre nem vették fel, mert egyrészt nő volt, másrészt mert lengyel. Az 1863-as lengyel felkelést az oroszok ellen cári megtorlás követte; a felkelés következtében a Skłodowski család jelentős anyagi veszteségeket szenvedett, ami aztán kihatott Marie és testvérei jövőjére is, nehézségeket okozva előrehaladásukban. Az érettségi utáni évet Marie vidéken töltötte apja rokonainál, azután apjával élt Varsóban. Sokáig magántanítóként működött, és segítette testvérét, Bronisławát, aki orvostanhallgató volt a Sorbonne-on.
A két testvér megegyezett abban, hogy Marie anyagilag támogatni fogja nővérét orvosi tanulmányai befejezésében, majd viszonzásul Bronisława fogja őt segíteni. Ezt követően Marie nevelőnői állást vállalt apja rokonainál, egy Żorawski nevű földbirtokos családnál Ciechanówban. Itt beleszeretett a fiatal, matematikusnak készülő Kazimierz Żorawskiba. Ugyan a szerelem kölcsönös volt, de a szülőknek nem tetszett a házasságkötés egy nincstelen rokonnal, és az ötletet visszautasították, Kazimierz pedig nem volt elég erős ahhoz, hogy ellenálljon szülei akaratának. Miután Marie elvesztette állását, a Balti-tenger mellett, Sopotban szerzett nevelőnői munkát, amiből egy éven keresztül támogatta Bronisławát.

A Skłodowski család címere

1890 elején Bronisława, aki közben férjhez ment, meghívta Mariát magukhoz Párizsba. Marie nemet mondott, mivel egyrészt nem volt az egyetemi tandíjra pénze, másrészt mert még mindig reménykedett abban, hogy a házasság Kazimierz Żorawskival sikerülni fog. Visszatért apjához Varsóba. Házitanítóskodott, és megkezdte tudományos tréningjét a mezőgazdasági és ipari múzeum laboratóriumában unokafivére, Józef Boguski felügyelete alatt, aki korábban Dmitrij Mengyelejev orosz kémikus asszisztenseként dolgozott.
Amikor 1891-ben Żorawski levélben szakított Mariával, Maria eldöntötte, hogy mégis Párizsba megy. A Żorawskival való szakítás mindkettőjükre tragikus hatással volt. Żorawski rövidesen doktorátust szerzett, majd megkezdte akadémiai karrierjét mint matematikus, de Mariát nem tudta elfelejteni. Idős professzorként gyakran elüldögélt Maria Skłodowska szobránál a varsói Rádium Intézet előtt, melyet Skłodowska alapított 1932-ben. (Mai nevén Marie Skłodowska–Curie Onkológiai Intézet, mely annak idején Maria orvos nővére, Bronisława vezetése alatt állt.)

### Franciaország

#### Tanulmányok, a tudományos munka kezdetei
1891-ben Párizsban Marie menedékre talált nővérénél és sógoránál, majd november 23-án megkezdte tanulmányait a párizsi természettudományi karon (gyakorlatilag az 1793-ban széttagolt és újra csak 1896-ban egyesített Sorbonne megfelelő karán), ahol matematikát, fizikát és kémiát tanult. 1892-ben kibérelt egy egyszerű padlásszobát a Quartier Latinban, Párizs diáknegyedében. Nappal órákra járt, esténként magánórákat adott. 1893 júliusában fizikából, majd 1894 júliusában matematikából szerzett diplomát (licenciátust). Munkát kapott professzora, a később (1908-ban) fizikai Nobel-díjban részesült Gabriel Lippmann kutatólaboratóriumában. Ekkoriban találkozott össze egy társasági összejövetelen Pierre Curie-vel, aki a Párizs Városi Alkalmazott Fizikai és Kémiai Főiskola oktatója volt. Tulajdonképpen közös érdeklődésük a mágnesség iránt hozta őket össze; ezekben az időkben Maria a különböző acélok mágneses tulajdonságait is vizsgálta.
1894 nyarán Maria Varsóba látogatott. Reményét, hogy majd hazájában folytathatja karrierjét, még mindig nem tudta feladni, egészen addig, míg a krakkói Jagelló Egyetem női mivolta miatt megtagadta alkalmazását. Ekkor visszatért Párizsba. Távolléte egymás iránti vonzódásukat Pierre-rel csak erősebbé tette; 1895 júliusában összeházasodtak. Ettől kezdve a két fizikus alig hagyta el a közösen használt laboratóriumot. Kedvtelésük a kerékpározás volt, és a hosszú túrák még közelebb hozták őket egymáshoz. Maria megtalálta azt az élettársat, akire támaszkodni tudott személyes és tudományos szempontból egyaránt.
1897-ben megszületett Irène lányuk, majd 1904-ben Ève. Hogy megtanulják anyjuk nyelvét, Marie lengyel nevelőnőt hozott a háztartásba és lányait gyakran elkísérte vagy elküldte lengyelországi látogatásokra.

### Új kémiai elemek
1896-ban Henri Becquerel először jött rá arra, hogy az uránsók olyan sugarakat bocsátanak ki magukból melyek hasonlítanak a röntgensugárzás átható erejéhez. Bemutatta, hogy ez a különleges sugárzás különbözik a foszforeszkálás jelenségétől, mert nem egy külső energiaforrás hatására történik, hanem spontán jön létre, mely magából az uránból ered. Becquerel ezzel felfedezte a radioaktivitást.
Ekkor Madame Curie – ahogyan Franciaországban nevezték – elhatározta, hogy egy érdekes technikai eszköz segítségével vizsgálja az uránsugárzást. Tizenöt évvel korábban férje a testvérével együtt talált fel egy szerkezetet, amivel rendkívül kicsi elektromos áramot is lehetett mérni. Az elektrométer használata közben Marie felfedezte, hogy az uránsugárzás az urán kísérleti mintadarabját körülvevő légtérben elektromos áramvezetést okoz. Felfedezésének első eredménye az volt, hogy az urán aktivitása a jelenlévő urán mennyiségétől függ. Kimutatta, hogy a sugárzás nem a molekulák egymásra hatásának eredménye, hanem magukból az atomokból erednek. Tudományos szempontból nézve, ez volt Curie legfontosabb egyéni munkája.
Szisztematikus kutatásai során két uránásványt vizsgált: az uránszurokércet és a kalkolitot. Elektrométerével kimutatta, hogy az uránszurokérc négyszeresen aktívabb magánál az uránnál, míg a kalkolit kétszeresen. Így arra a következtetésre jutott, hogy amennyiben korábbi feltevése (mely szerint az urán aktivitása a mennyiségtől függ) helyes volt, akkor a két ásvány, tehát az uránszurokérc és a kalkolit valamiféle más, sokkal aktívabb anyagot is kell hogy tartalmazzon, mint csak magát az uránt.
Robert William Reid életrajzíró szerint az ötlet teljességében Marie Curie-é volt. Bár megkérdezte férje véleményét, igyekezett, hogy minden kétséget kizáróan megalapozza felfedezői jogát. Hogy elkerülje az esetleges félreértéseket, Pierre-ről írt későbbi életrajzában kétszer is megemlítette a felfedezést, mint sajátját. Valószínűleg már karrierjének ebben a korai stádiumában is tudta, hogy a tudósok többsége nem tudja elhinni, hogy egy nő eredeti munkát képes legyen végezni a tudomány terén. Tudatában volt annak is, hogy felfedezéseit lehetőleg azonnal publikálja, és ezáltal „bebiztosítsa” elsőbbségét. Erre tudományos körökben már volt példa: ha Becquerel nem jelentette volna be azonnal a radioaktivitással kapcsolatos felfedezését a francia Tudományos Akadémiának, a felfedezést nem neki tulajdonították volna, és a Nobel-díjat sem ő, hanem Silvanus Thompson brit fizikus kapta volna meg. Marie ugyanezt a gyors publikálási módszert követte. Rövid, egyszerű leírását Gabriel Lippmann, volt professzora vitte az Akadémia elé 1898. április 12-én. Ennek ellenére ugyanúgy, ahogyan Becquerelnek sikerült megelőznie Thompsont, Madame Curie-t is megelőzték abban a munkájában, hogy a tórium elem éppen olyan sugárzó hatású mint az urán: Gerhard Schmidt német fizikus ugyanezt a felfedezését Berlinben már két hónappal korábban a nyilvánosság elé vitte.
A fizika világában azonban még senki más nem vette észre, amit Marie Curie egyetlen mondatban fejezett ki tanulmányában, utalva az uránszurokérc és a kalkolit tulajdonságára, összehasonlítva az uránéval: „Ez a figyelemreméltó tény oda vezet, hogy ez a két ásvány olyan elemet tartalmazhat, ami sokkal aktívabb, mint az urán”. Később Curie visszaemlékezett arra, milyen szenvedélyes vágyat érzett hogy bebizonyítsa ezt a hipotézist, mégpedig olyan gyorsan, amennyire csak lehet.

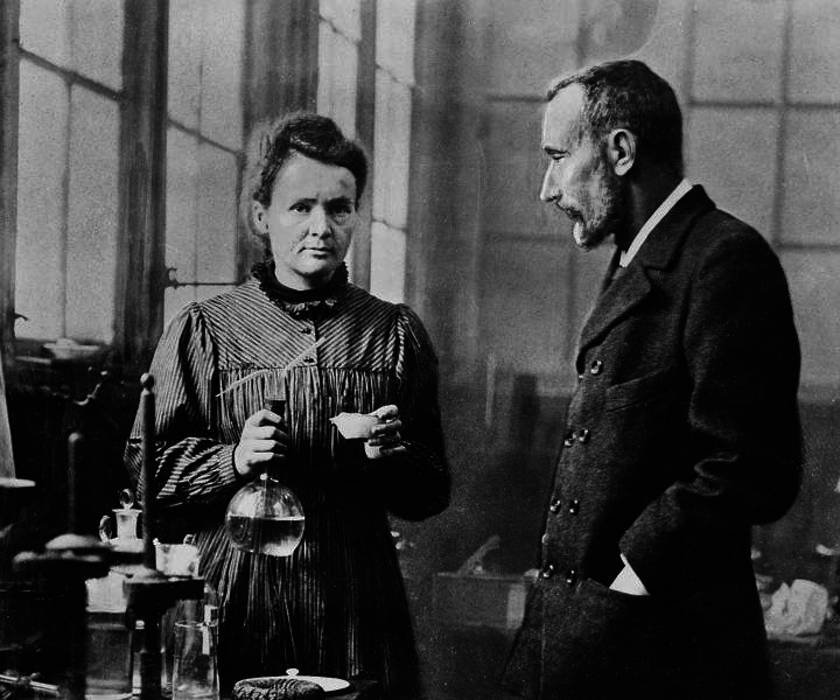
Marie Curie kezében lombikot tart, mellette férje Pierre Curie, aki biztos volt abban, hogy amit felesége felfedezett, a tudomány szempontjából megállja a helyét

Pierre Curie biztos volt abban, hogy amit felesége felfedezett, a tudomány szempontjából megállja a helyét. A jelenség annyira felkeltette érdeklődését, hogy ideiglenesen abbahagyta a kristályokon megkezdett munkáját, és csatlakozott felesége kutatásához. 1898 áprilisában kimértek, és mozsártörőben összezúztak mintának 100 gramm uránszurokércet. Akkor még nem tudták, hogy ilyen kevés mennyiségben alig van jelen, amit keresnek, és hogy tulajdonképpen tonnányi ércre lesz szükségük a kísérlet végrehajtásához.
1898 júliusában Pierre és Marie együtt adtak ki egy tanulmányt egy általuk újonnan felfedezett elemről, amit Marie hazája tiszteletére polóniumnak nevezett el. 1898 decemberében egy másik elem, a rádium felfedezését is publikálták, amely nevét erős radioaktivitása miatt kapta.
Az uránszurokérc kémiai felbontása, lévén egy komplex ásvány, nehéz munka volt. Ugyanakkor a polónium izolálása aránylag könnyen ment – kémiailag a bizmuthoz hasonlít. A rádium sokkal kevésbé volt hozzáférhető; kémiailag közeli rokona a báriumnak, viszont az uránszurokérc mindkét elemet tartalmazza, ami megnehezítette az elemek szennyezés nélküli felbontását. 1898-ra Curie-ék izoláltak némi rádium-kloridot, de nem elegendő mennyiségben, és a rendelkezésükre álló adag sem volt bárium-klorid szennyezéstől mentes. Eldöntötték, hogy frakcionált kristályosítással fogják elválasztani őket, eljárásukat a kloridok vizes-alkoholos oldatainak eltérő oldhatóságára alapozva. 1902-ben egy tonna uránszurokércből egy tized gramm rádium-kloridot választottak el. (1910-re Marie-nek, aki akkor már egyedül dolgozott, sikerült a rádiumot fém formában előállítania. Az eljárást nagylelkű gesztussal szándékosan nem szabadalmaztatta, hogy a tudományos közösség szabadon végezhessen további kutatásokat.)

### Első Nobel-díj

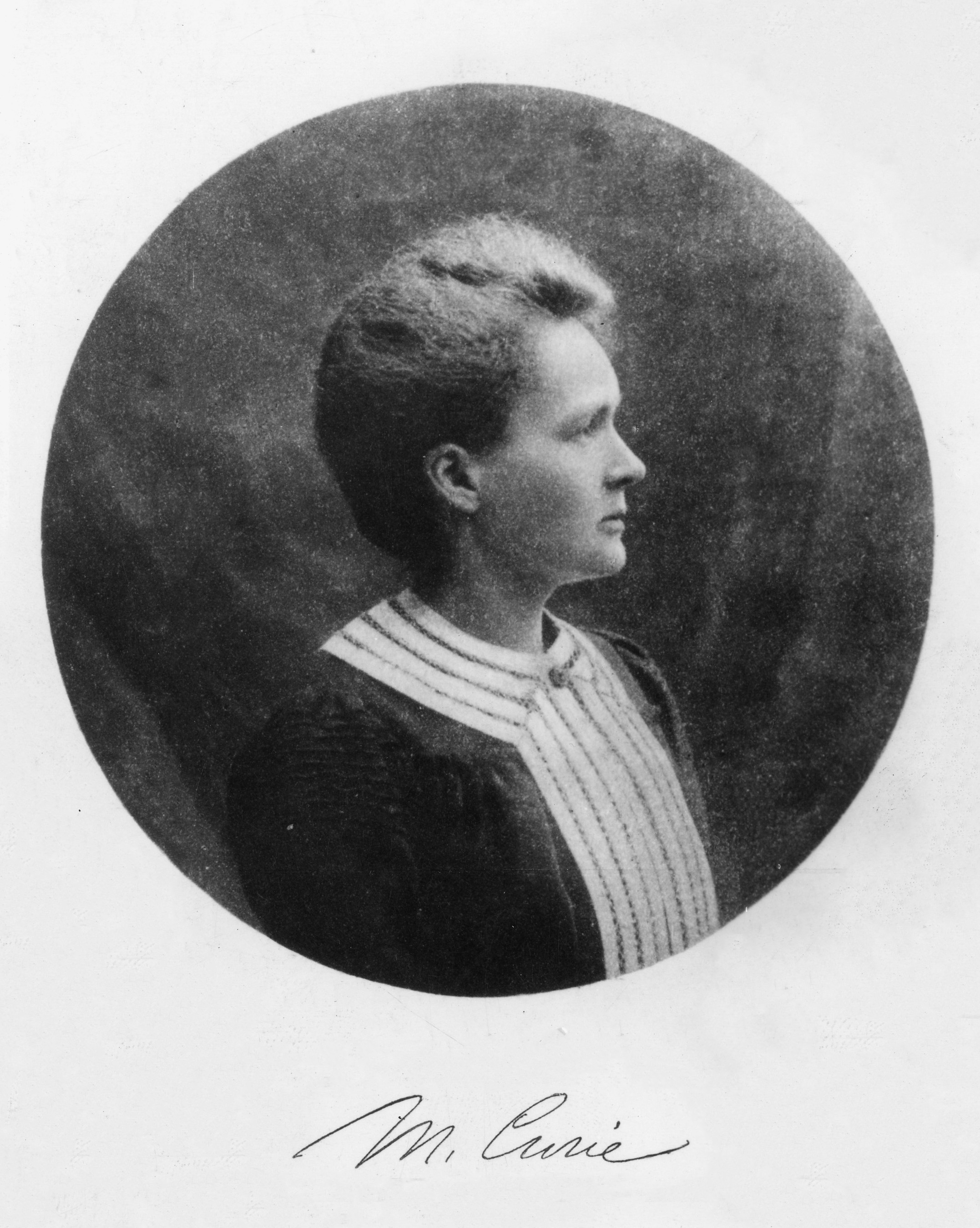
Marie Curie Nobel-díj fényképe, 1903

1903-ban professzora, Henri Becquerel felügyelete alatt Marie megkapta doktori címét, Franciaországban elsőként, mint nő. Ugyanebben az évben Pierre Curie, Marie Curie, és Henri Becquerel együttesen megkapták a fizikai Nobel-díjat, „…elismerésül azért a rendkívüli szolgálatért, melyet csoportmunkával nyújtottak a Henri Becquerel által felfedezett radioaktív sugárzás további kutatásában”. Marie és Pierre nem tudtak Stockholmba menni, hogy személyesen átvegyék a díjat. Életük messze volt a fényűzéstől. A Nobel-díj honoráriumának egy részéből újratapétázták párizsi lakásuk falait és modernizálták fürdőszobájukat, a maradék pénzt pedig megosztották az arra szoruló diákokkal és ismerősökkel.

A Nobel-díj hirtelen híressé tette a Curie házaspárt. A svéd akadémia történetében Marie Curie volt az első nő, akit a díjjal megtiszteltek. A Sorbonne-on Pierre professzori beosztást kapott, azonkívül engedélyt saját laboratóriuma felállítására; a laboratórium kutatási igazgatójaként az egyetem Marie-t nevezte ki.

### Pierre halála
1906. április 19-én Pierre egy utcai balesetben halt meg. Egy esős napon a Dauphine nevű utcán igyekezett átmenni, amikor egy lovaskocsi kerekei alá került és koponyatörést szenvedett. Halálát spekulációk vették körül. Némelyek szerint a baleset idején a radioaktív sugárzásnak régóta kitett szervezete már legyengült állapotban volt, bár ezt a magyarázatot nem lehetett egyértelműen elfogadni a baleset tényleges okaként. Férje halála Marie lelkivilágára pusztító hatással volt. A monda szerint egyszer valakinek megjegyezte, hogy hirtelen egy gyógyíthatatlanul és nyomorúságosan magányos ember lett belőle.
1906. május 13-án a sorbonne-i fizikatanszék Marie-re ruházta Pierre helyét, és átadta neki a laboratórium teljhatalmú vezetését is. Ezzel Marie kilépett férje árnyékából, és mint az egyetem első női professzora, fáradhatatlan munkába vetette magát, így keresve új értelmet életének.

### Második Nobel-díj
A tudományos közösség is egyre jobban elismerte a munkáját és 1911-ben a svéd királyi Tudományos Akadémia neki ítélte az 1911-es kémiai Nobel-díjat, „elismerésképpen a rádium és polónium felfedezésért, a rádium sikeres izolálásáért, és ennek a figyelemreméltó elemnek további tanulmányozásáért”. Ekkor egy híres és tanult lengyelekből álló delegáció, köztük a világhírű regényíró Henryk Sienkiewicz, megjelent Párizsban, hogy Marie Curie-t visszacsalogassa (az akkor még orosz–német–osztrák uralom alatt álló) hazájába. A terv sikertelenséggel zárult; a Nobel-díj átvétele után egy hónappal Marie-t depresszióval és vesebántalmakkal kórházba kellett szállítani.

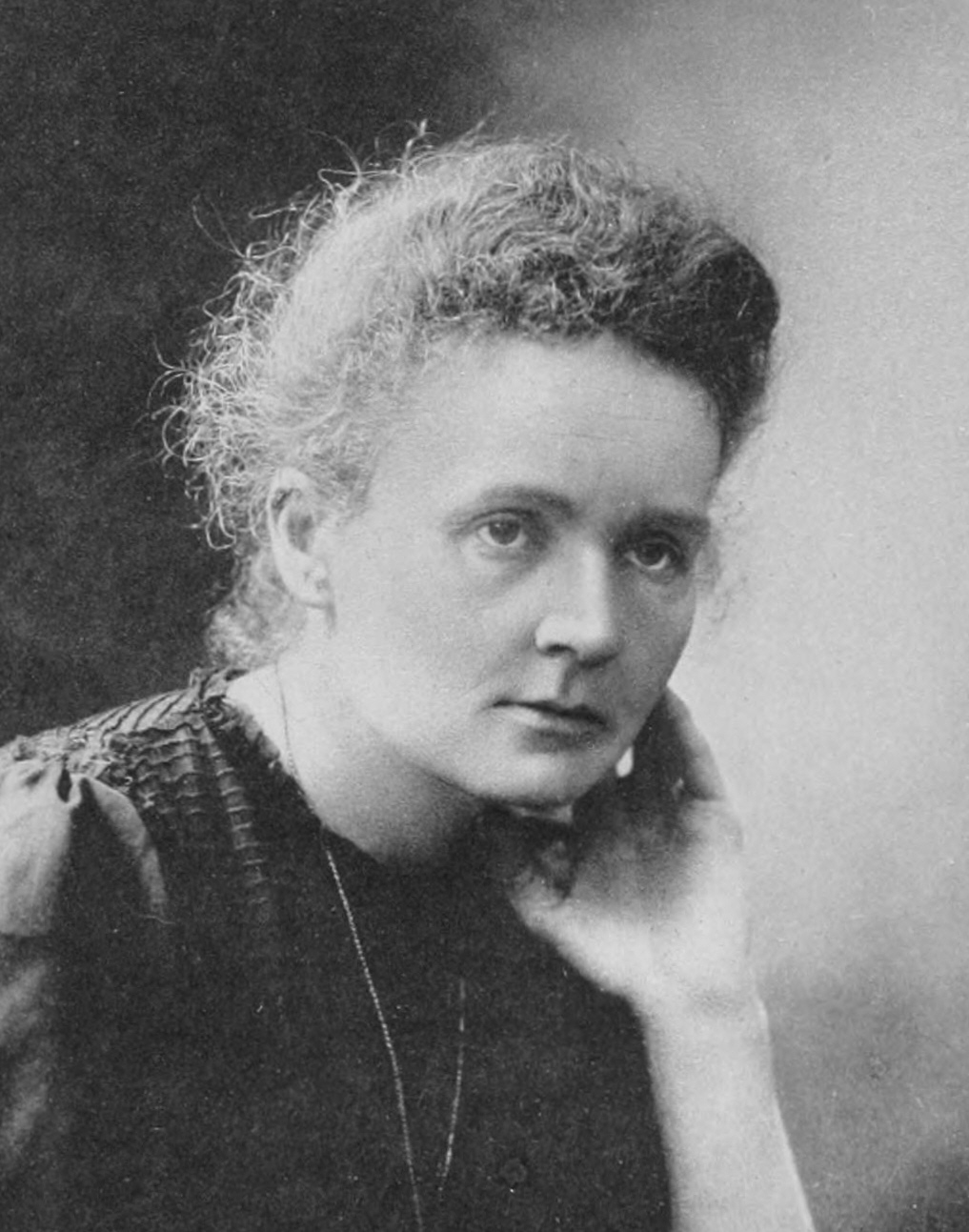
Marie Curie (1898)

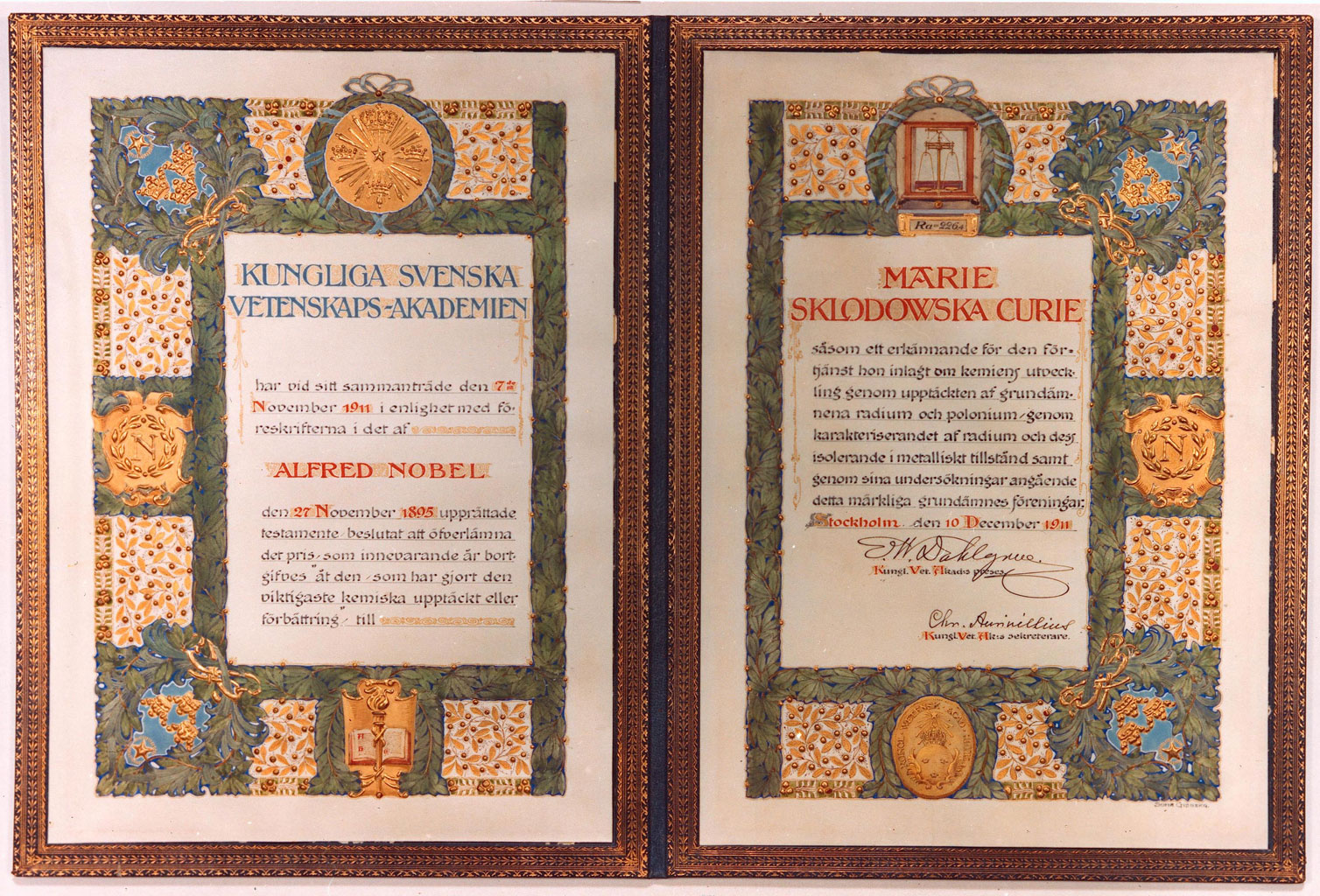
Nobel-diploma (1911)

1910 és 1911 között Marie-nek viszonya volt a nála öt évvel fiatalabb Paul Langevin fizikussal. Mivel Langevin házas ember volt, aki otthagyta feleségét, az ügy botrányba fulladt, amit aztán Curie akadémiai ellenzéke annak rendje és módja szerint ki is használt. Annak ellenére, hogy Marie híres tudós volt, aki Franciaországban dolgozott, a lakosság idegengyűlölő rétege ellene fordult – hasonlóképpen a Dreyfus-ügyhöz – és félrevezető módon suttogni kezdtek Curie esetleges zsidó eredetéről. Curie a szenzációhajhász újságok hasábjain jó ideig mint házasságromboló szerepelt. Érdekes módon évekkel később Marie unokája, Hélène Joliot, Paul Langevin unokájához, Michel Langevinhez ment nőül.
Második Nobel-díja nagyban hozzájárult ahhoz, hogy Curie-nek sikerült meggyőznie a francia kormányt a Rádium Intézet megalapításának szükségességéről (Institut du radium, ma Institut Curie). Miután az intézetet 1914-ben megépítették, megkezdődött a kutatás a kémia, fizika, és az orvostudomány terén. A hely még négy Nobel-díj nyertesnek lett a bölcsője; ezek között volt Marie lánya, Irène Joliot-Curie, és veje, Frédéric Joliot-Curie.

### Az első világháború
Az első világháború alatt Curie szorgalmazta a mozgatható radiografikus egységek, népszerű nevükön a petites Curies („kis Curie-k”) használatát, a katonák sebesüléseinek jobb kivizsgálásáért. Ezek a szerkezetek rádiumcsövekből álltak, ezek egy színtelen, radioaktív gázt bocsátottak ki, amit később radon néven ismert meg a világ. Skłodowska-Curie személyesen szolgáltatta a csöveket, amelyeket tisztított rádiumból állított elő. Röviddel a háború kitörése után az ő és férje arany Nobel-medálját is háborús célokra adományozta.

### A háború utáni évek

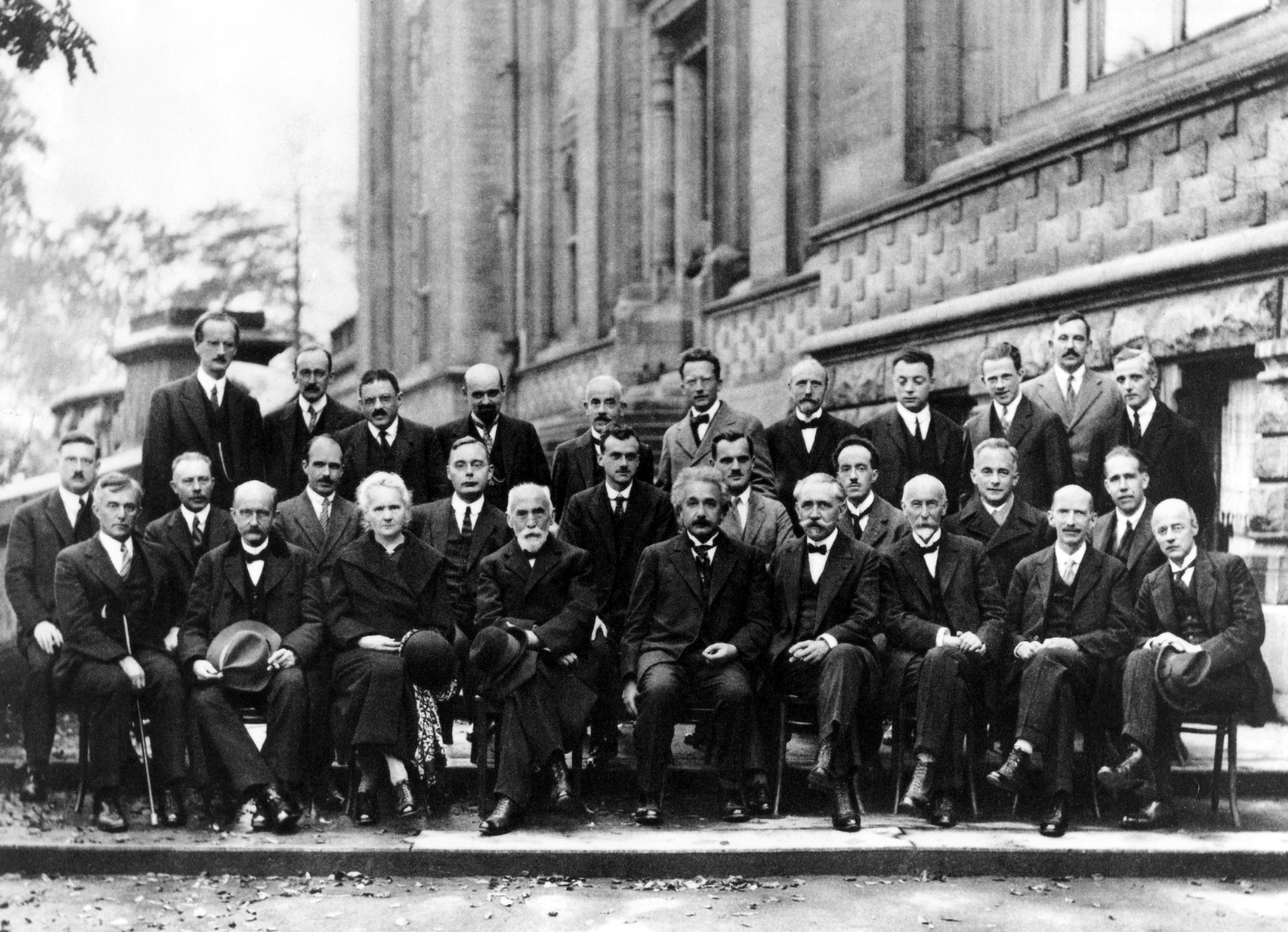
1927, Ötödik Solvay-konferencia résztvevői köztük tizenhét Nobel-díjas tudós
Álló sor: Auguste Piccard, Émile Henriot, Paul Ehrenfest, Édouard Herzen, Théophile de Donder, Erwin Schrödinger, Jules-Émile Verschaffelt, Wolfgang Pauli, Werner Heisenberg, Ralph Howard Fowler, Léon Brillouin,
Középső ülő sor:Peter Debye, Martin Knudsen, William Lawrence Bragg, Hendrik Anthony Kramers, Paul Dirac, Arthur Compton, Louis de Broglie, Max Born, Niels Bohr,
Elöl ülnek:Irving Langmuir, Max Planck, Marie Curie, Hendrik Lorentz, Albert Einstein, Paul Langevin, Charles Eugène Guye, Charles Thomson Rees Wilson, Owen Willans Richardson

1921-ben az Egyesült Államokba utazott, hogy előteremtse a rádiummal kapcsolatos további kutatásokhoz az anyagiakat. Amerikában szívesen fogadták. Ugyan a nyilvános szereplés kimerítette, célját elérte. Második amerikai útja 1929-ben elég gyümölcsöző volt és sikerült felszerelnie az 1925-ben megalakult varsói Rádium Intézetet, ahol orvos nővére, Bronisława volt az igazgató.

## Halála
Mivel abban az időben még nem tudtak a radioaktív sugárzás veszélyes hatásairól, a Curie házaspárnak fogalma sem volt arról, milyen árat követelt kutatói munkájuk. Marie 1934 tavaszán Lengyelországba utazott. Ez volt utolsó látogatása; 1934. július 4-én aplasztikus anémiában a kelet-franciaországi Passyban, a Sancellemoz nevű szanatóriumban meghalt. Halálát majdnem biztosan a káros hatású, ionizáló sugárzás okozta. Marie a legkisebb elővigyázat nélkül dolgozott a radioaktív anyagokkal. Kezén rádium okozta égésnyomok voltak láthatóak.
A sceaux-i temetőben temették el férje mellé. Hatvan évvel később, 1995-ben maradványaikat a párizsi Panthéonban helyezték el, munkájuk iránti tiszteletből. Marie ebben a megtiszteltetésben megint első volt, mint nő, akit saját érdemei miatt helyeztek a Panthéonba.

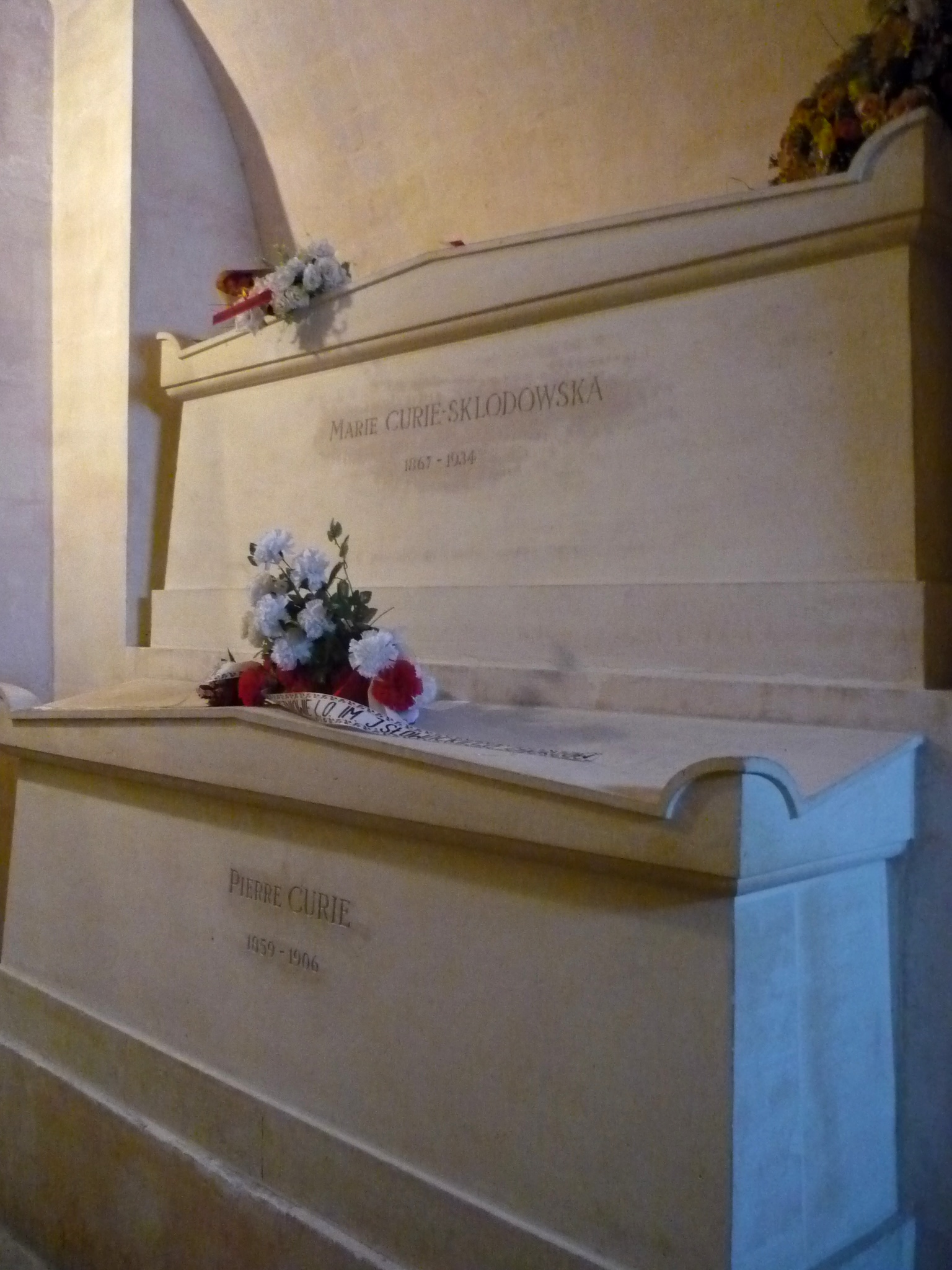
Marie Skłodowska-Curie és Pierre Curie földi maradványait 1995. április 20-án helyezték el a párizsi Panthéonban

"És hogy mi a sugárzás, erről félelmesen szép példázatot hallottam Zsebők Zoltán barátomtól, a röntgen-professzortól. Párisban járva két ízben is felkereste a Sceaux-i temetőben a Curie-házaspár sírját. Már évtizedek óta fekszenek a nedves földben, sejtjeiket régen elbomlasztotta a halál. De a sok évtizedes munka közben a rádiumsugárzás végleg beépült csontjaikba, ma is ott van, és jelzi sírhelyüket. Ha senki nem lenne a temetőben, hogy megmutassa, merre van a sír: egy egyszerű Geiger-Müller-számláló élénkülő lüktetése odavezetné a látogatót. Az ionizáló sugárzás törvényei szerint 1580 esztendőnek kell eltelnie ahhoz, hogy a Curie-házaspár sírjából érkező jelek erőssége felére csökkenjen." – Illyés Gyula: Naplójegyzetek
Idősebb lánya, Irène 1935-ben kémiai Nobel-díjat kapott azért a felfedezéséért, hogy ha az alumíniumot alfa sugarakkal bombázzák, az neutronokat bocsát ki magából és radioaktívvá válik. Irène húga, Ève Curie, anyja halála után megírta Marie Curie életrajzát.

## Egyéb díjak és elismerések
Ugyan Skłodowska–Curie egyike azoknak, akik kétszer is megkapták a Nobel-díjat két különböző területen (a másik az amerikai kémikus, Linus Pauling volt kémia- és békedíjával), Marie Curie-nek soha nem adták meg a francia Tudományos Akadémia-i tagságot. 1962-ben tanítványa, Marguerite Perey volt az első nő, akit az akadémia tagjai közé választott. Marie Curie 1903-ban a Nobel-díj mellett megkapta a Davy-érmet, valamint 1904-ben a Mateucci-érmet is.
Későbbi éveiben Curie elvállalta a Pasteur Intézet vezetését. A párizsi egyetem felállított számára egy radioaktivitást vizsgáló laboratóriumot, és ő lett a párizsi és a varsói Curie Intézet alapítója is. A már említett felfedezésein kívül kutatásai feltártak más radioaktív anyagot is az urániumsókon kívül; ilyen volt például a tórium. Személyes vezetése alatt álltak azok a kísérletek is, melyekben a világon először vették vizsgálat alá a neoplazma (rákos sejtek) radioaktív izotópokkal való kezelhetőségének lehetőségét.
Laboratóriuma a párizsi Curie Múzeumban látható. Az 1890-es évekből származó írásait (sőt, szakácskönyvét is) egy ólommal kibélelt dobozban tartják, veszélyes radioaktív sugárzásuk miatt. Mindazok, akik az okmányokat meg akarják tekinteni, csak védőruhában tehetik meg.

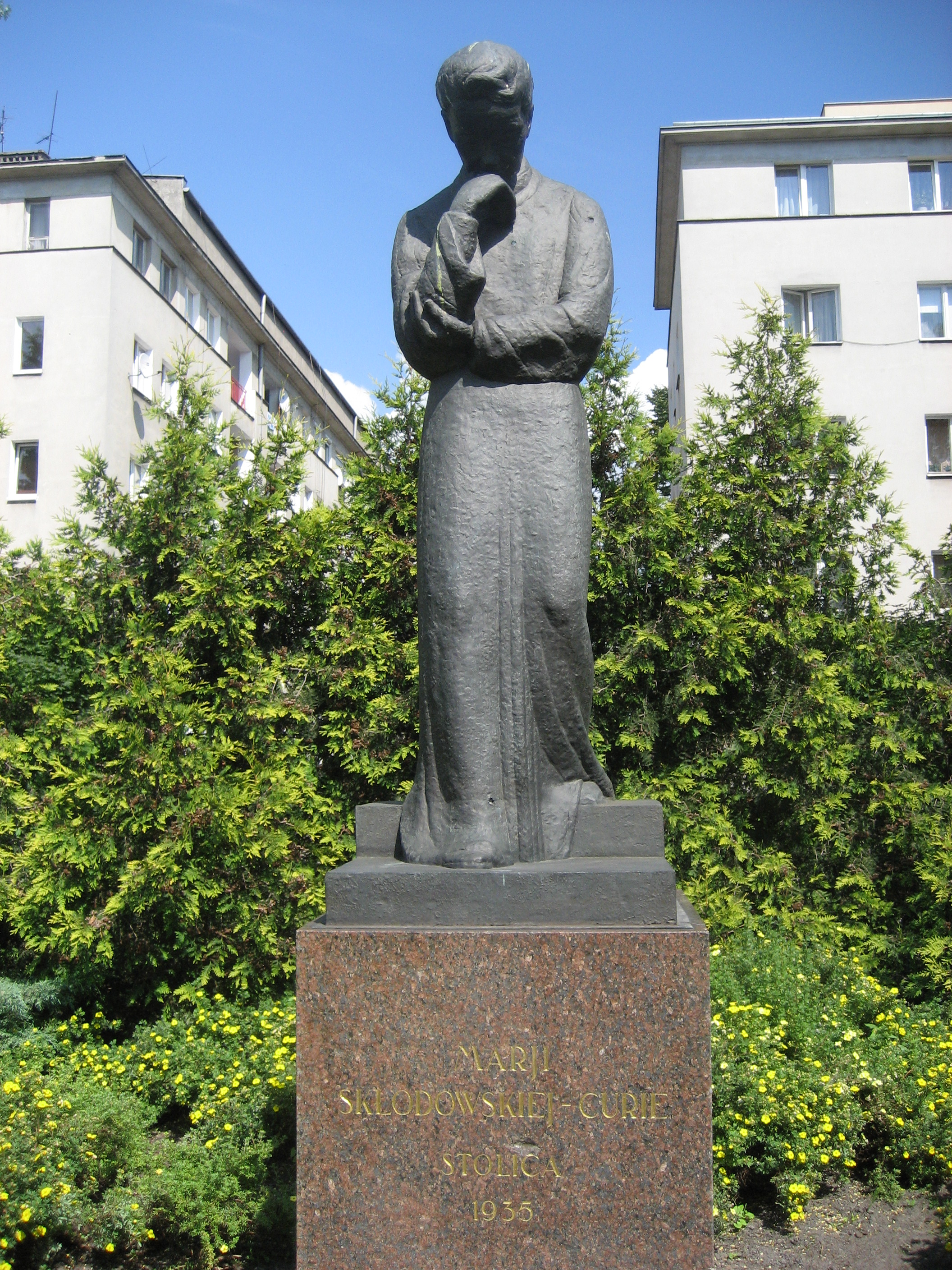
Szobor, Varsó, Lengyelország, 1935

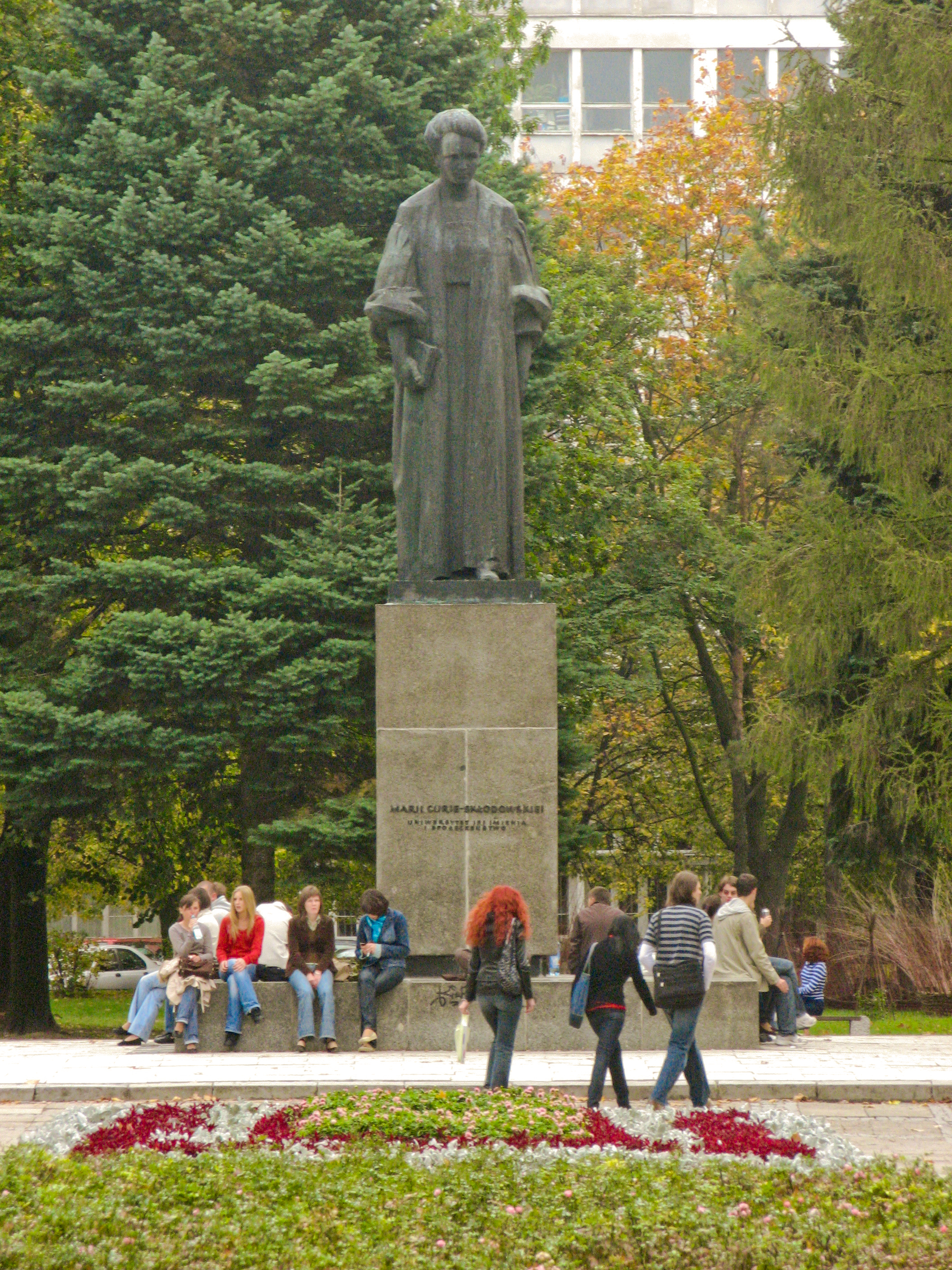
Szobor, Maria Curie-Skłodowska Egyetem, Lublin, Lengyelország

## Történelmi hagyatéka
A Curie házaspár munkája lényegesen hozzájárult a 20. és 21. század világának alakulásához, fizikai és társadalmi vonatkozásban egyaránt. L. Pearce Williams amerikai tudománytörténész így ír erről:
„Curie-ék munkájának eredménye korszakalkotó volt. A rádium radioaktivitása annyira rendkívüli jelenség volt, hogy nem lehetett nem figyelembe venni. Úgy tűnt, hogy ellentmond az energiamegmaradás törvényének, tehát szükségessé tette az addig megalapozott fizikai törvények újra vizsgálatát. A rádium felfedezése új kísérletekre késztette a kutatókat; ilyen volt Ernest Rutherford új-zélandi fizikus, aki az atom struktúráját kezdte vizsgálni, és ennek eredményeképpen az alfa-sugárzás megfigyelésén keresztül először jutott közel a nukleáris atomelmélethez. Továbbá úgy nézett ki, hogy az orvostudomány sikeresen fel tudja majd használni a rádium radioaktivitását a rák gyógyításában is.”
Maria Skłodowska–Curie munkája nemcsak a fizika és kémia bevett elméleteit változtatta meg, de a társadalmi konvenciókra is hatással volt. Hogy tudományos pályafutásában, mint nő előre tudjon jutni, sok akadályt kellett legyőznie nemcsak a saját, de befogadó hazájában is. Életének ezzel a részével foglalkozik Françoise Giroud francia író Marie Curie: Egy élet című könyve. Marie a jövő előfutára volt: felszabadultnak, függetlennek, és megvesztegethetetlennek ismerték. Albert Einstein állítólag azt mondta róla, hogy körülbelül ő volt az egyetlen, akit a hírnév nem rontott meg. Madame Curie-t kitüntették a francia Becsületrenddel, azonkívül több lengyel egyetemtől kapott tiszteletbeli doktorátust. (Lwówi Politechnikum, 1912, Poznáni Egyetem, 1922, Jagelló Egyetem, 1924, Varsói Politechnikum, 1926.)
1936-ban leplezték le Marie Curie-nek a varsói Curie Intézet előtt álló szobrát (előzőleg Rádium Intézetnek hívták). Nyolc évvel később, 1944-ben a varsói felkelés alatt a szobrot lövedékek érték. A háború után a lengyelek úgy döntöttek, meghagyják az emlékművön a golyók ütötte nyomokat.
1967-ben Skłodowska–Curie tiszteletére múzeumot rendeztek be Varsó Újvárosában, a Freta utcában, ahol Maria született.
A Curie házaspár iránti tiszteletből nevezték el a radioaktivitás egységét curie-nek, (Ci); és a kűrium nevű elemet is (atomszáma 96). Pierre és Marie Curie után három radioaktív ásványt neveztek el: curit, sklodowskit, és kuprosklodowskit.
Két intézményt is neveztek el róla: Lublinban a Maria Curie-Skłodowska Egyetem, Varsóban a Maria Skłodowska–Curie Rákkutató Intézet viseli nevét.

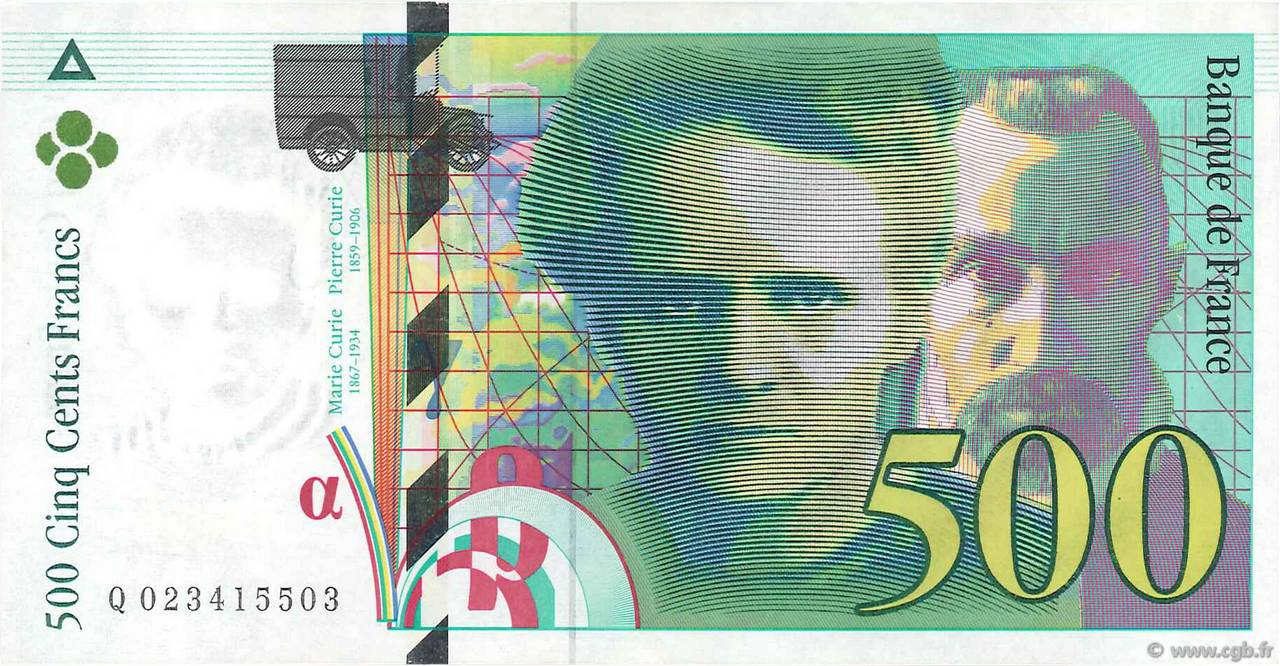
Francia 500 frankos bankjegy Marie és Pierre Curie portréjával, a típust 1995 és 2001 között bocsátották ki.

## Regény és film
- Radioactive (2019) - Életrajzi film IMDB link
- Olov Enquist, Per – The Book about Blanche and Marie. ISBN 1-58567-668-3; regény, 2004, angol fordításban 2006-ban jelent meg.
- Madame Curie, Oscar-díjra jelölt film, 1943
- Marie Curie az Internet Movie Database oldalon (angolul) – Animated biography of Marie Curie on DVD from an animated series of world and American history – Animated Hero Classics distributed by Nest Learning
- Marie Curie az Internet Movie Database oldalon (angolul) – Live Action portrayal of Marie Curie on DVD from the Inventors Series produced by Devine Entertainment
- Marie Curie az Internet Movie Database oldalon (angolul) – Portrayal of Marie Curie in a television mini series produced by the British Broadcasting Corporation

## Magyarul megjelent művei
- Radioaktív anyagokra vonatkozó vizsgálatok; ford. Zemplén Győző; Franklin, Bp., 1906

## Fordítás
- Ez a szócikk részben vagy egészben a Marie_Curie című angol Wikipédia-szócikk ezen változatának fordításán alapul.  Az eredeti cikk szerkesztőit annak laptörténete sorolja fel. Ez a jelzés csupán a megfogalmazás eredetét és a szerzői jogokat jelzi, nem szolgál a cikkben szereplő információk forrásmegjelöléseként.